# Haidar Ali

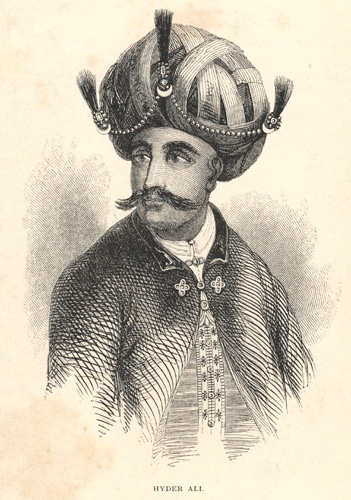
Haidar Ali

Haidar Ali Chan Bahadur, förekommer även skrivet i anglicerad form Hydar eller Hyder Ali, född omkring 1722, död 1782, var en indisk militär och furste.
Haidar Ali ägande sig ursprungligen åt militäryrket, lärde sig europeisk taktik under Joseph François Dupleix, erhöll 1749 självständigt kommando i och blev 1759 befälhavare för Mysores armé, en ställning som han skickligt förstod att utnyttja till vinnande av högsta makten i Mysore. Han skaffade genom erövring Mysore tillträde till havet och utökade ytterligare sin maktställning. 1766 kom han i fientlig beröring med engelsmännen, besegrades och tvingades 1769 att begära fred på grundval av status quo. 1770-talet beredde genom framgångsrik expansion mot maratterna Haidar Ali ökad makt, och han innehade utan tvivel den starkaste maktställningen i södra Indien. Han trodde sig 1779 stark nog att våga en avgörande kamp mot britterna. I denna vann han 1780 seger i slaget vid Conjeeveram men besegrade sedan i flera slag av Eyre Coote. Haidar Ali avled 1782 under pågående krig, och efterträddes av sin son Tipu Sahib.